# Vijverfestival
Vijverfestival is een gratis jaarlijks muziekfestival in Dilbeek. Het festival is een mix van Belgische artiesten en opkomend talent. Optredende artiesten waren onder andere Absynthe Minded, Gabriel Rios, Intergalactic Lovers en Das Pop. De eerste editie van het festival vond plaats in 2004. Het hoofdpodium van het festival bevindt zich op de vijver voor het gemeentehuis van Dilbeek.
Omdat het festival gratis is, moeten de organisatoren hun geld halen uit de drank- en voedselverkoop op het terrein en zijn ze afhankelijk van verscheidene sponsors die het event elk jaar steunen.